# Xenoperdix
Xenoperdix is een geslacht van vogels uit de familie fazantachtigen (Phasianidae). Dit geslacht werd in 1994 ingesteld bij de eerste geldige beschrijving van het taxon Xenoperdix udzungwensis de udzungwabospatrijs. In 2003 werd op een andere locatie in Tanzania een vergelijkbare soort bospatrijs ontdekt en geldig beschreven. Er bestaat geen overeenstemming over de status van deze nieuwe ontdekking  (de rubehobospatrijs) als aparte soort of als ondersoort. Op de IOC World Bird List uit 2025 staat dit geslacht vermeld als monotypisch en twee ondersoorten.

## Naam
De naam Xenoperdix  wijst erop dat deze bospatrijs sterk afwijkt van de andere, veel in Afrika voorkomende soorten patrijzen, de frankolijnen (Oudgrieks: xenos = vreemd, perdix = patrijs).

## Soort
- Xenoperdix udzungwensis
  - X. u. udzungwensis Dinesen, Lehmberg, Svendsen, Hansen & Fjeldså, 1994.  Udzungwabospatrijs
  - X. u. obscuratus Fjeldså & Kiure, 2003. Rubehobospatrijs.